# Damodar Dharmananda Kosambi

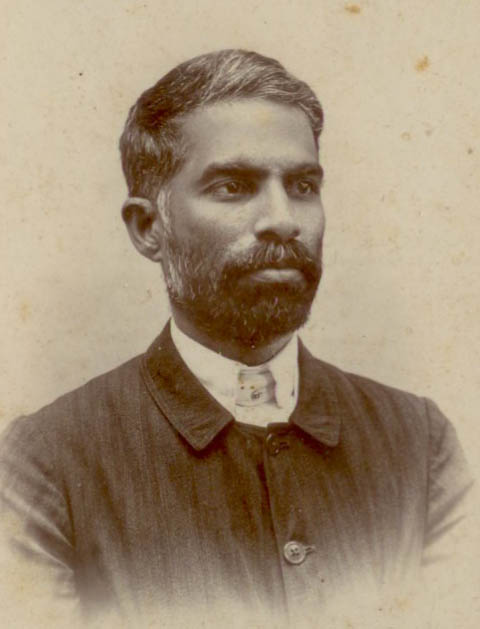
Dharmananda Damodar Kosambi

Damodar Dharmananda Kosambi (Sankhval, 9 ottobre 1876 – Sevagram, 24 giugno 1946) è stato un indologo indiano.

## Generalità
Poliglotta, ebbe molteplici interessi, fra i quali l'indologia, l'archeologia, la numismatica. Fu anche pacifista. Come indologo si occupò principalmente di buddhismo, approfondendo lo studio della lingua sanscrita e della lingua pāli. Viaggiò molto, e nello Sri Lanka fu ordinato monaco buddhista.

## Biografia
Damodar Kosambi nacque nel villaggio di Sankhval, nello stato di Goa, India, regione a quei tempi colonia portoghese. Ragazzo intelligente, si recò a Mumbai per proseguire gli studi, e successivamente in Portogallo per conseguire la laurea.
Tornato in patria, fu a Varanasi per approfondire lo studio della lingua pāli, lingua indiana con la quale sono stati compilati molti testi religiosi del buddhismo, e della letteratura relativa. Sempre con l'intento di proseguire questi studi, fu in Nepal, poi a Calcutta e quindi nello Sri Lanka, dove fu ammesso all'università di Vidyodaya, specializzandosi nel Vishuddhi Marga, uno dei più importanti testi della scuola Theravāda. Sempre in questo paese, Damodar Kosambi fu ordinato monaco assumendo il nome di Dharmananda.
Dharmananda Damodar Kosambi fu quindi in Myanmar per ritornare poi a Calcutta, dove fu docente presso la Calcutta University. Animato dal desiderio di diffondere il buddhismo in India, lasciò poi questo incarico per riprendere i suoi viaggi. Invitato presso l'Università di Harvard, collaborò alla traduzione in lingua inglese del Vishuddhi Marga. Nel frattempo approfondiva lo studio del marxismo, e fu quindi in Unione Sovietica dove insegnò Lingua pāli presso l'Università di Leningrado.
Tornato in India, seguendo il precetto dell'ahiṃsā e ispirato dal pacifismo del Mahatma Gandhi, si attivò in prima persona in questo senso. Tra altri impegni, insegnò, senza essere remunerato, presso la Gujarat University, continuando nel contempo i suoi studi e le numerose traduzioni di testi classici delle religione indiane.
Kosambi attraversò poi un periodo particolare, nel quale maturò la decisione di praticare il prayo pavesa, il suicidio religioso giainista per interruzione dell'alimentazione e dell'idratazione. Fu lo stesso Gandhi a distoglierlo dall'intento. Kosambi fondò in seguito, a Mumbai, la Bahujanavihara, una casa di accoglienza per monaci buddisti.
Seguendo l'esempio del Mahatma, Dharmananda fondò un movimento di liberazione nella sua terra d'origine, lo stato di Goa, ma era ormai anziano e indebolito da prolungati digiuni. La morte lo colse due mesi e mezzo prima della proclamazione dell'indipendenza indiana.
Dharmananda Damodar Kosambi ebbe un figlio, Damodar Dharmananda Kosambi, che fu eminente matematico nonché sanscritista apprezzato.

## Opere
- An Introduction To The Study Of Indian History
- Bhagwan Buddha
- Combined Methods in Indology and Other Essays
- Indian Numismatics
- Myth and Reality - Studies in the formation of Indian Culture
- The Culture And Civilisation Of Ancient India In Historical Outline
- (con Vidyakara) The Subhasitaratnakosa